# Епархия Шривпорта
Епархия Шривпорта (лат. Dioecesis Sreveportuensis in Louisiana) — епархия Римско-Католической церкви с центром в городе Шривпорт, штат Луизиана, США. Епархия Шривпорта входит в митрополию Нового Орлеана. Кафедральным собором епархии Шривпорта является Собор святого Жана Берхманса.

## История
16 июня 1986 года Римский папа Иоанн Павел II издал буллу Pro grege, которой учредил епархию Шривпорта после разделения епархии Александрии-Шривпорта на две епархии.

## Ординарии епархии
- епископ Уильям Бенедикт Френд[англ.] (16.8.1986 — 20.12.2006)
- епископ Майкл Джерард Дука[англ.] (01.04.2008 — 26.06.2018)
- епископ Фрэнсис Игнатиус Мэлоун[англ.] (с 28.01.2020)

## Источник
- Annuario Pontificio, Libreria Editrice Vaticana, Città del Vaticano, 2003, ISBN 88-209-7422-3
- Булла Pro grege